# Развал (озеро)
Развал — небольшое солёное озеро, возникшее в результате естественного затопления карьера по добыче соли, расположенное на юго-восточной окраине города Соль-Илецка Оренбургской области. Озеро Развал относится к группе озер Илецкого месторождения каменной соли, в которую также входят озёра: Тузлучное, Голодные Воронки, Дунино, Новое, Малое Городское и Большое Городское.

## Название
Топоним происходит от старинного русского слова развал — «яма при беспорядочной разработке руд, каменной соли».

## История

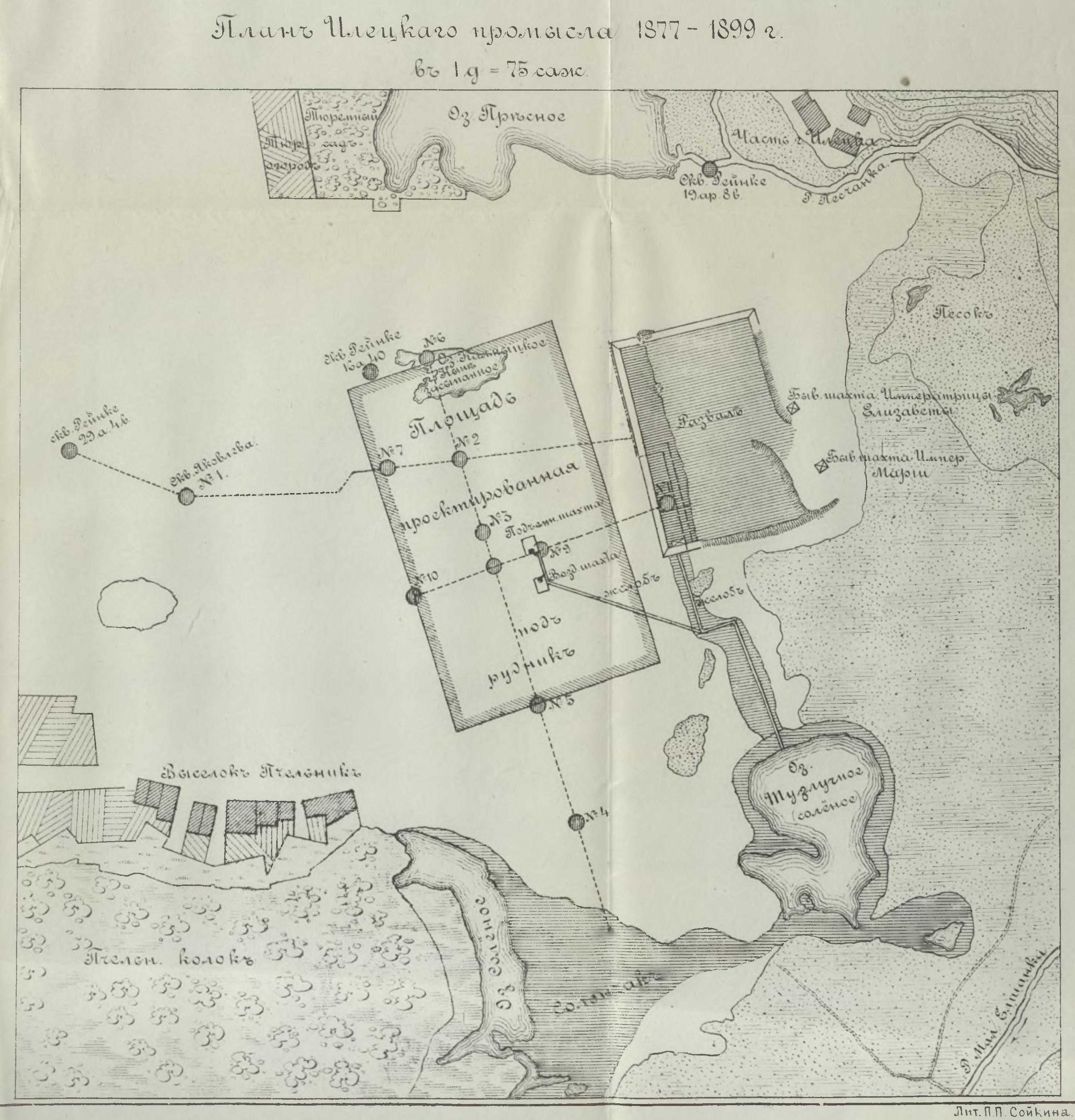
Карьер (подписан как Развалъ) на плане Илецкаго промысла 1877—1899 гг.

В месте, где ныне располагается озеро Развал, раньше находилась гора Туз-Тюбе (по-казахски «Соляная гора»), которая представляла собой место выхода Илецкого соляного купола на земную поверхность. В 1754 году началась его промышленная разработка, и к концу XIX столетия на месте горы образовался открытый карьер глубиной до 35 метров, длиной 300 и шириной 240 метров. В апреле 1906 года паводковые воды реки Песчанки затопили карьер, образовав озеро Развал площадью 6,8 гектаров с максимальными глубинами до 22 метров. В 1979 году грунтовые воды размыли восточный склон озерной котловины и рассол из нее хлынул в подземную полость, что в итоге привело к исчезновению озера, но уже к середине 80-х годов оно практически полностью восстановилось.

## Гидрохимия
Вода в озере Соль-Илецка представляет собой насыщенный соляной раствор, концентрация соли в котором превышает 200 граммов на литр воды. Столь большая солёность препятствует образованию ледяного покрова даже в самые сильные морозы, и в то же время позволяет в летнюю жару существенно разогреваться поверхностному слою воды, но, начиная с глубины 2-3 м, температура круглый год имеет отрицательные значения. По концентрации соли вода в озере Развал похожа на воду в Мёртвом море. В озере нет живых организмов и никакой растительности. В период весеннего паводка происходит стремительное понижение солёности вод озера (до примерно 200 г/л), но с наступлением межени минерализация постепенно повышается и к осени достигает максимума (≈330 г/л).
В 2005 году было проведено исследование поверхностного слоя озера Развал, в результате которого было определено, что состав рапы имеет стабильный химический состав с преобладанием хлоридов натрия, колебание концентрации которых происходит в незначительном диапазоне: хлор-иона 178—180 г/дм³, натрия 114—116 г/дм³; выявлено небольшое присутствие сульфатов (2—4 г/дм³) и кальция (1—2 г/дм³), а также повышенное содержание брома (55—80 мг/дм³).

## Значение
Озеро Развал является одной из интереснейших достопримечательностей города Соль-Илецка, а о лечебных свойствах его вод и грязей известно далеко за пределами области. 2 февраля 2010 года было принято Решение о создании лечебно-оздоровительной местности местного значения на территории озер Илецкого месторождения каменной соли общей площадью 62 га.

## Охрана
21 мая 1998 года на базе озера был образован геолого-гидрологический памятник природы регионального значения площадью 10 га, однако на данный момент Развал утратил этот статус.

## Символика
Светлые ромбы на флаге и гербе Соль-Илецка символизируют насыщенные солью воды озера Развал.